# Donald Margulies

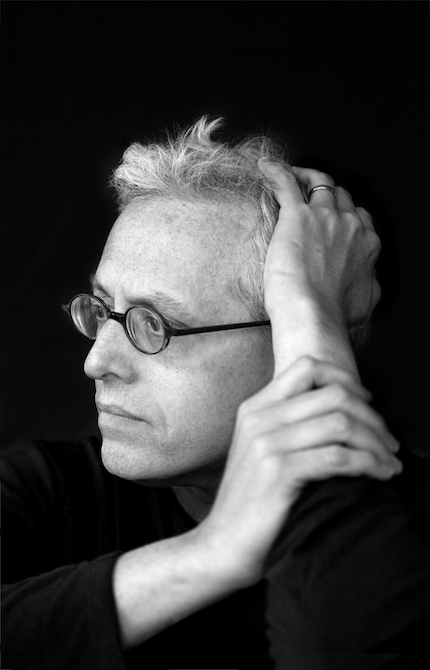
Donald Margulies, 2014

Donald Margulies (* 2. September 1954) ist ein US-amerikanischer Dramatiker, der 2000 für sein Theaterstück Dinner with Friends den Pulitzer-Preis für Theater erhielt, für den er zuvor mit anderen Stücken bereits zweimal nominiert war.

## Leben
Margulies studierte nach dem Schulbesuch an der State University of New York at Purchase (SUNY Purchase) und war später als Dozent an der School of Drama der Yale University tätig sowie als Drehbuchautor von Fernsehserien.
Anfang der 1980er begann er mit dem Verfassen von Theaterstücken und hatte sein Debüt mit Luna Park (1982). Nachdem er bereits für seine Stücke Sight Unseen 1992 sowie für Collected Stories 1997 für den Pulitzer-Preis für Theater nominiert war, erhielt er diesen Preis im Jahr 2000 für sein Drama Dinner with Friends. 2001 wurde das Stück von Norman Jewison mit Dennis Quaid und Andie MacDowell für das Fernsehen verfilmt und erschien in Deutschland unter dem Titel Abendessen mit Freunden. 2002 verfilmte Gilbert Cates Collected Stories mit Linda Lavin und Samantha Mathis.
Bei den Tony Awards-Verleihungen 2010 war das Stück Time Stands Still für den Tony Award für das beste Theaterstück nominiert.
Für den 2015 veröffentlichten Film The End of the Tour verfasste Margulies das Drehbuch. 2019 wurde Margulies in die American Academy of Arts and Sciences gewählt.

## Dramen
- 1982: Luna Park
- 1982: Resting Place
- 1983: Gifted Children
- 1984: Found a Peanut
- 1988: The Model Apartment
- 1988: Zimmer
- 1989: The Loman Family Picnic
- 1990: Pitching To The Star
- 1990: What’s Wrong With This Picture
- 1991: Sight Unseen
- 1993: LA
- 1993: Space
- 1993: Women In Motion
- 1995: July 7 1994
- 1996: Collected Stories
- 1997: Broken Sleep
- 1998: Dinner with Friends
- 2003: God of Vengeance
- 2003: Last Tuesday
- 2004: Misadventure: Monologues and Short Pieces
- 2004: Two Days
- 2005: Brooklyn Boy
- 2009: Shipwrecked! An Entertainment - The Amazing Adventures of Louis de Rougemont (As Told by Himself)
- 2009: Time Stands Still
- 2014: The Country House